# Конъюнктивит
Конъюнктивит — воспаление слизистой оболочки глаза (конъюнктивы), вызванное аллергической реакцией или инфекцией (вирусной, реже бактериальной). Бывает при аллергии или занесении в глаза грязи.
Различают аденовирусный (фарингоконъюнктивальная лихорадка), энтеровирусный, герпетический, бактериальный, хламидийный, аллергический, острый и хронический конъюнктивит. У взрослых 85 % случаев конъюнктивита вызваны аденовирусами и лишь 15 % — бактериями; у детей бактериальный и аденовирусный конъюнктивиты встречаются с одинаковой частотой.

## Варианты
Блефароконъюнктивит — сочетание конъюнктивита с блефаритом (воспаление век).
Кератоконъюнктивит — сочетание конъюнктивита с кератитом (воспаление роговицы).
Эписклерит — воспалительный процесс, который проходит так же, как конъюнктивит, но без выделений из глаз и слезотечения.
Конъюнктивохалазис — впервые был использован доктором Hughes в 1942 году для описания складок конъюнктивы на границе глазного яблока и края нижнего века. Чаще всего эта патология поражает оба глаза и встречается у пожилых пациентов. Степень выраженности симптомов при различных стадиях заболевания варьируется от бессимптомного течения до значительного болевого синдрома, раздражения глаз, наличия субконъюнктивальных кровотечений, развития эпифоры, синдрома «сухого глаза» и возникновения язв. Патофизиология конъюнктивохалазиса в настоящее время не изучена. Лечение заболевания зависит от степени выраженности симптомов. В случае бессимптомного течения оно не требуется. В остальных случаях пациентам назначают препараты искусственной слезы, увлажняющие гели, инстилляции кортикостероидов, антигистаминных препаратов и др. Если терапевтическое лечение оказывается неэффективным, выполняют хирургическое иссечение складок конъюнктивы с наложением на операционную рану рассасывающегося шовного материала. С недавнего времени применяют также амниотическую мембрану. Доктор Brodbaker с соавторами представили клинический случай использования фибринового клея для адаптации краев конъюнктивы после иссечения конъюнктивохалазиса.

## Этиология, патогенез
Вирусный конъюнктивит (аденовирусы, коронавирусы и другие) — вирус передаётся воздушно-капельным путём. Заболевание возникает в виде эпидемических вспышек преимущественно в детских коллективах (детских садах, школах).
Острый конъюнктивит — возбудители: палочка Коха-Уикса, палочка Моракса-Аксенфельда, пневмококки, гонококки, стрептококки, стафилококки. В основном происходит экзогенное заражение конъюнктивы, возможна аутоинфекция. Предрасполагающими факторами могут служить охлаждение или перегревание организма, общее ослабление, микротравмы конъюнктивы, миопия, астигматизм, перенесённые инфекции. Конъюнктивит Коха-Уикса (острый эпидемический конъюнктивит) передаётся через загрязнённые руки больного и инфицированные предметы, даёт эпидемические вспышки и наблюдается в основном летом среди детей, проживающих в странах жаркого климата. Конъюнктивит, вызываемый гонококком (бленнорейный конъюнктивит), возникает у новорождённых при прохождении головки через родовые пути матери, страдающей гонореей. В отличие от острых конъюнктивитов конъюнктивит, вызываемый палочкой Моракса-Аксенфельда, отличается подострым или хроническим течением и преимущественной локализацией в углах глазной щели.
Хронический конъюнктивит — длительно действующие раздражения конъюнктивы (пыль, дым, химические примеси в воздухе), авитаминоз, расстройства обмена веществ, хронические поражения носа и слёзных путей, аметропии.
Аллергический конъюнктивит — это аллергическое воспаление конъюнктивы глаз, которое проявляется покраснением глаз, отёчностью век, зудом, слезотечением, светобоязнью.

## Симптомы
В общих случаях отёк век, отёк и гиперемия конъюнктивы, светобоязнь, слезотечение, покраснение белка глаза.
При аллергическом конъюнктивите пациенты, как правило, испытывают сильный зуд глаз, иногда боль в глазах, часто возникает незначительный отёк век. При переходе в хроническую форму сохраняются только такие симптомы как зуд и раздражение глаз.
Вирусные конъюнктивиты чаще всего связаны с инфекцией верхних дыхательных путей (аденовирусной или герпетической), могут появляться при обычной простуде и/или боли в горле. Симптомы проявляются по-разному у каждого человека в зависимости от его возраста, иммунитета, степени заражения. Обычно такие конъюнктивиты начинаются на одном глазу, затем инфекция переходит на другой глаз. Начинается резь в уголке глаза, проявляется покраснение сосудов, конъюнктива воспалена и ярко-красного цвета, может проявиться фотофобия. В случае аденовирусного конъюнктивита поражению глаз предшествует и сопутствует поражение верхних дыхательных путей, повышение температуры тела, увеличение предушных лимфатических узлов (чаще у детей). Отмечаются умеренный блефароспазм, скудное негнойное отделяемое. Нередко заболевание сопровождается появлением фолликулов или плёнок (чаще у детей).
Бактериальные конъюнктивиты. Вызываются пиогенными (производящими гной) бактериями. Первый симптом — вязкие, непрозрачные, серые или желтоватые выделения из глаз, из-за которых веки могут слипаться, особенно после сна. Однако выделение не главный признак бактериального конъюнктивита. Например, такие бактерии как Chlamidia trachomatis или Moraxella могут вызывать неэкссудативные, но постоянные конъюнктивиты без выраженной гиперемии конъюнктивы. У некоторых пациентов бактериальные конъюнктивиты проявляются лишь чувством инородного тела в глазу. Ещё один симптом, отличающий бактериальный конъюнктивит, — сухость инфицированного глаза и кожи вокруг. Острые пиогенные инфекции могут вызывать боль. Как и вирусные конъюнктивиты, бактериальные чаще всего поражают лишь один глаз, но затем легко могут перейти и на другой. Обычно симптомы появляются лишь на третий день после заражения.
Конъюнктивиты, вызванные отравляющими и токсическими веществами. Основные симптомы — раздражение и боль в глазу, при перемещении взгляда вниз или вверх, а также покраснение. Боль при движении глазом связана с распространением токсического вещества по поверхности глазного яблока. Выделения и зуд, как правило, отсутствуют. Это единственная группа конъюнктивитов, которая может сопровождаться сильной болью.
В случае острого конъюнктивита отмечается чувство рези в глазах, слизисто-гнойное или гнойное отделяемое. Для бленнорейного конъюнктивита характерно вначале серозно-кровянистое, а спустя 3-4 дня обильное гнойное отделяемое. Возможно образование инфильтратов, язв роговицы. При конъюнктивите Коха-Уикса множественные мелкие кровоизлияния в конъюнктиве склеры и её отёк в виде треугольных возвышений в пределах глазной щели. Конъюнктивит Моракса-Аксенфельда отличается подострым или хроническим течением и преимущественной локализацией в углах глазной щели.
В случае хронического конъюнктивита отмечается зуд, жжение, ощущение «песка за веками», усталость глаз.
По данным последних исследований, большему риску длительного повреждения зрения при заболевании конъюнктивитом подвержены люди с голубыми глазами, которые значительно чувствительнее к свету.

## Конъюнктивит во время беременности
Во время вынашивания ребёнка в организме снижается реактивность иммунной системы. Поэтому женщина становится подвержена влиянию инфекционных агентов. И чаще всего конъюнктивит приобретает вирусную природу. Вирусы колонизируют наружную оболочку глаза, вызывая в ней воспаление. Могут выявляться адено-, энтеро- или герпесвирусы. Если речь идет о бактериальном конъюнктивите, то он вызывается кокковой или палочковой флорой, а также хламидиями. Немаловажное значение в развитии конъюнктивита при беременности играют внешние факторы, например, ношение контактных линз, пренебрежение гигиеническими правилами или пользование косметикой. Это создает локальные предпосылки для дальнейшего воспаления. Необходимо учитывать и внутренние изменения в организме, в частности дефицит витаминов — довольно частое явление во время вынашивания ребёнка.
Развитие конъюнктивита при беременности обусловлено различными причинами. Чаще всего он имеет вирусное происхождение, но другие факторы также имеют значение.

## Причины
Чаще всего конъюнктивиты имеют вирусную природу (обычно аденовирусную), другие причины — бактерии, аллергия, раздражители и синдром сухого глаза. И вирусные, и бактериальные конъюнктивиты — заразны. Как правило, конъюнктивиты передаются от одного человека к другому при несоблюдении правил личной гигиены контактным путем. Желательно изолировать больного в карантин или госпитализировать в инфекционный бокс, иначе может заболеть весь круг, с которым заражённый контактировал. Основные возбудители инфекций: стафилококки (в том числе золотистый стафилококк), пневмококк, гемофильная палочка, стрептококки, синегнойная палочка.

## Лечение
Конъюнктивит снижает качество жизни и является заразным заболеванием. Отсутствие лечения может привести к следующим осложнениям: краевая язва роговицы, кератит, хронизация процесса.
Вирусные конъюнктивиты. Для снятия симптомов вирусного конъюнктивита используются теплые компрессы и капли искусственной слезы. При присоединении вторичной бактериальной инфекции или для профилактики заражения воспаленной конъюнктивы назначаются капли, содержащие антибиотики: Ципрофлоксацин, Сигницеф. При конъюнктивите, вызванном вирусом герпеса (герпетический конъюнктивит), назначаются средства, содержащие ацикловир.
Бактериальные конъюнктивиты. При лечении конъюнктивитов запрещается накладывать повязку, так как она становится препятствием для выхода отделяемого из конъюнктивальной полости и может привести к развитию кератита. Для предотвращения распространения инфекции необходимо соблюдать правила личной гигиены: как можно чаще мыть руки, использовать одноразовые салфетки и полотенца. Для механического удаления отделяемого из конъюнктивальной полости можно промывать её растворами антисептиков. Для лечения бактериального конъюнктивита применяют антибиотики широкого спектра действия. Глазные капли: альбуцид.
Антибиотические препараты: моксифлоксацин, фторхинолоны четвёртого поколения. Моксифлоксацин имеет широкий спектр воздействия на грамположительную, грамотрицательную, атипичную и анаэробную флоры, хорошо переносится, обладает физиологичным ph. При необходимости смены класса фторхинолонов назначаются аминогликозиды. Такие препараты имеют нейтральный ph и не подавляют регенерацию эпителия роговицы. Отсутствие лечения ведет к развитию хронической формы, могут возникнуть осложнения в виде блефарита, рубцовых изменений конъюнктивы с деформацией и укорочением сводов, кератит, язва роговицы (возможно, с перфорацией), иридоциклит.
Аллергические конъюнктивиты возникают при контакте с аллергеном у людей, при повышенной чувствительности организма к аллергену.
Для лечения аллергического конъюнктивита используют антигистаминные препараты в форме капель для глаз и таблеток. При сухости в глазах для уменьшения дискомфорта при необходимости применяют капли искусственной слезы. В некоторых случаях назначают стероидные капли для глаз, на короткий промежуток времени, ввиду серьёзных побочных эффектов. Во всех случаях, при аллергическом конъюнктивите для получения корректной терапии необходимо обратиться к врачу-офтальмологу.